# ヴラドレン・ユルチェンコ
ヴラドレン・ユリヨヴィチ・ユルチェンコ（Vladlen Yuriyovych Yurchenko 、1994年1月22日 - ）は、ウクライナ・ムィコラーイウ出身のプロサッカー選手。FCゾリャ・ルハーンシク所属。ポジションは、ミッドフィールダー。

## クラブ経歴

### レバークーゼン
2014年6月27日、バイエル・レバークーゼンと延長オプション付きの2年契約を結んだ。ティン・イェドヴァイ、ダリオ・クレシッチ、ヴェンデウ、ヨジップ・ドルミッチにつぎ、2014年夏の移籍市場でクラブが獲得した5人目の選手となった。

### ヴェイレBK
2018年、デンマーク1部リーグ所属のヴェイレBKへ移籍した。背番号は80。16試合に出場し、3得点5アシストを記録した。

### ゾリャ・ルハーンシク
2019年、ウクライナ1部、プレミアリーグ所属のFCゾリャ・ルハーンシクへ移籍。背番号は80。

## 代表歴
様々な年代でウクライナ代表に選出されている。
2016年9月5日に発表された2018 FIFAワールドカップ・ヨーロッパ予選・アイスランド戦に向けたメンバー31人の一人に選ばれた。